# 청연중학교
청연중학교(淸緣中學校)는 경기도 화성시에 있는 공립 중학교이다.

## 학교 연혁
- 2025년 3월 1일 : 개교
- 2025년 3월 1일 : 초대 이동찬 교장 취임